# 한자왕 주몽
"한자왕 주몽"은 대한민국의 텔레비전 애니메이션이다.

## 개요
드라마 대장금을 따 만들어진 장금이의 꿈을 이어 만들어진, 드라마 주몽을 따 만든 코미디 학습 애니메이션.

## 줄거리
개구쟁이, 사고뭉치 '주몽'. 어느날 운명처럼 나타난 '소서노' 공주를 만나 신기검법을 배우며 성장하는 이야기.

## 등장인물

### 고주몽
(성우:이선주)
주인공이고, 매일 해모수를 힘들게 하던 개구쟁이. 어느날 돌연듯 나타난 소서노에게 반하며 한자 공부와 한자 마법을 하게 된다. 사실 신 해모수(주몽의 아버지)의 아들이며, 강한 신기 검법을 쓴다. 활쏘기에 능하며, 삼족오 인 코리를 대리고 다닌다.

### 소서노(공주)
(성우:이자명)
졸본의 공주, 여주인공. 이 작품의 홍일점. 상학당에서 가장 똑똑하며, 해모수의 마지막 제자이다. 처음에는 주몽이와 별 관계가 없었으나, 자신이 주몽과 결혼한 운명이란걸 알고 좋아하게 된다. 눈물이 별로 없다.

### 대소
(성우:신용우)
주몽의 라이벌이며, 영포의 형이다. 부여의 첫째 왕자.

### 영포
(성우:이현진)
대소의 동생. 부여의 둘째 왕자. 대소와 같이 주몽과 사이가 좋지 않다.

### 해모수 (스승님)
(성우:사성웅)
40대 후반의 남성. 상학당의 스승. 주몽이의 아버지와 동명이인.

### 지현
(성우:이현진)
소현이와 쌍둥이 자매인 소서노의 동료,친구,하녀. 주몽이를 좋아했지만 소서노와 주몽이 서로 좋아한다는 것을 알고 포기한다. 하지만 영포를 마지막에 좋아하게 되며, 함께 떠나게 된다. 또한 영포와 성우가 같다.

### 서현
(성우:이자명)
지현이와 쌍둥이 자매인 소서노의 동료,친구,하녀.

### 코리
주몽이 대리고 다니는 새로, 삼족오이다. 평상시에는 까마귀의 모습의 세개의 발이 달려있지만 주몽이 위험할 때마다 삼족오로 변한다.

## 기술 이름
이는 앞에 신기검법 ~~(기술 이름)!이라고 왜치고,  중,익,무,황,태로 나눌수 있다.
- 수검(중)-수공(익)-수방(무)-선수검(황)
- 화검(중)-화공(익)-화방(무)-선화검(황)
- 연검(중)
- 뢰검(중)-뢰공(익)
- 풍검(중)-풍공(익)-풍방(무)-선풍막(황)

## 에피소드
| 회차 | 제목                        |
| ---- | --------------------------- |
| 1화  | 주몽과 소서노의 만남        |
| 2화  | 전설의 삼족오               |
| 3화  | 신기검법                    |
| 4화  | 엇갈린 약속                 |
| 5화  | 전설의 제국 고구려          |
| 6화  | 전설의 왕자                 |
| 7화  | 소서노의 새로운 출발과 위기 |
| 8화  | 제2의 12지사,흑저의 등장    |
| 9화  | 수성을 위한 계략            |
| 10화 | 제국군의 화공(火攻)         |
| 11화 | 상학당을 떠나는 주몽        |
| 12화 | 오이,마리,협보의 등장       |
| 13화 | 흑사의 음모                 |
| 14화 | 태양새 삼족오의 비밀        |
| 15화 | 위기의 삼족오               |
| 16화 | 제국의 음모                 |
| 17화 | 해모수 대 치우도사          |
| 18화 | 맹호의 습격                 |
| 19화 | 하백으로 돌아간 주몽        |
| 20화 | 대소,영포와의 이별          |
| 21화 | 비룡과 삼족오의 대결        |
| 22화 | 참 다물활을 찾아서          |
| 23화 | 시위 없는 활                |
| 24화 | 밀려오는 전쟁의 회오리      |
| 25화 | 부여성에서 빛난 별          |
| 26화 | 마지막회 전설의 나라        |